# Kasane Airport
Kasane Airport (IATA: BBK, ICAO: FBKE) is een luchthaven in Kasane, Botswana. Air Botswana vliegt naar Gaborone elke dinsdag, vrijdag en zaterdag. Sommige chartermaatschappijen vliegen soms naar bestemmingen in de regio. De luchthaven ligt ongeveer 7 km van de weg Kichane-Kachikau. Daarom wordt het Chobe National Park druk bezocht door vele toeristen. Verder zijn er ook veel voorzieningen in Kasane. Een luchthavenshuttle rijdt vaak vanaf de luchthaven naar de Victoriawatervallen in Zimbabwe voor toeristen.

## Luchtvaartmaatschappijen en Bestemmingen
- Air Botswana - Gaborone, Johannesburg, Maun
- Airlink - Johannesburg